# Clifton (komiks)

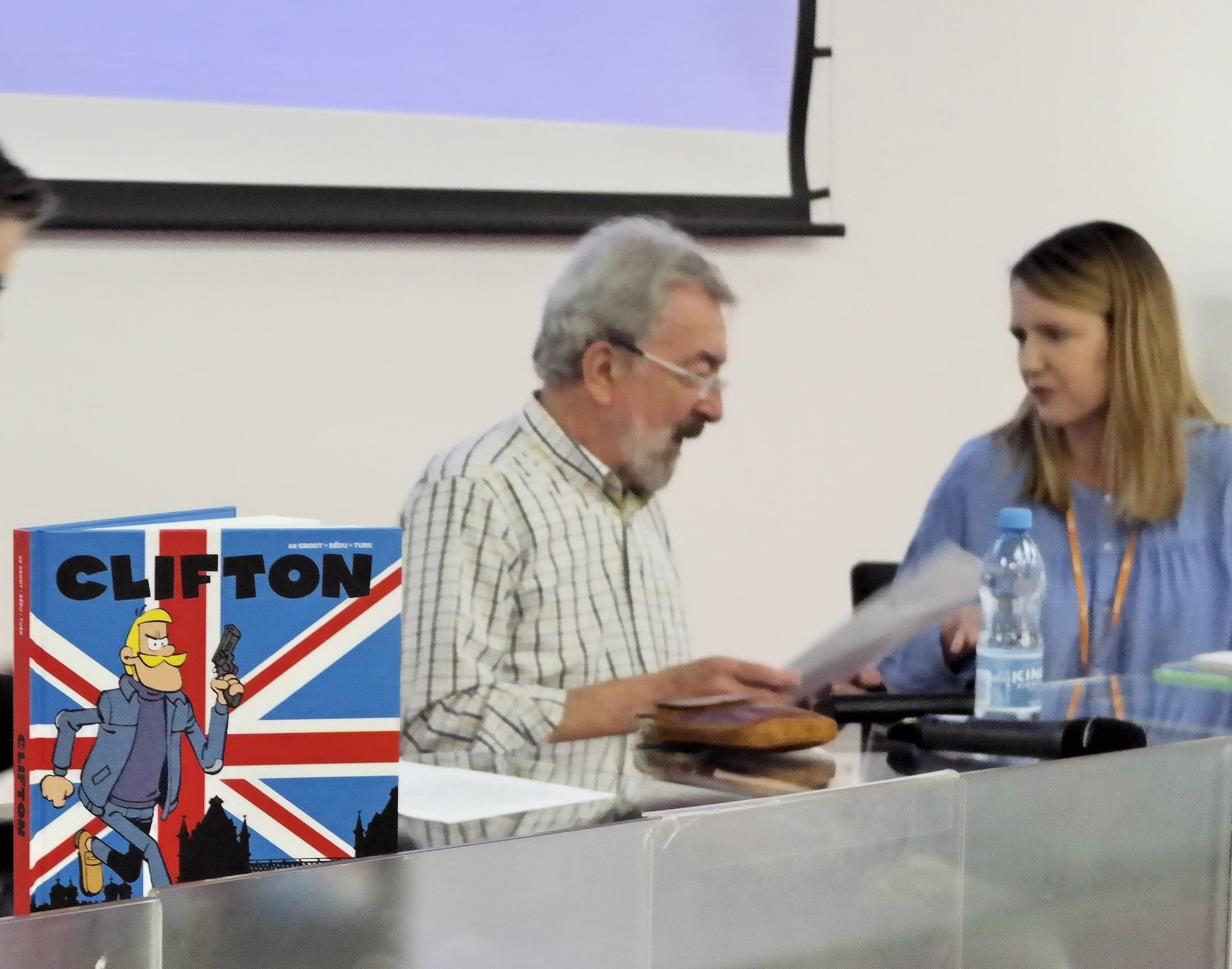
Jeden z autorów serii, Bédu (Bernard Dumont), na poznańskim festiwalu Pyrkon

Clifton – belgijska, francuskojęzyczna seria komiksowa stworzona przez rysownika i scenarzystę Raymonda Macherota w 1959, przejęta później przez innych twórców: Jo-El Azarę, Turka, Grega, Boba de Groot, Walliego, Bédu, Michela Rodrigue'a i Zidrou. 

## Historia publikacji
Początkowo seria ukazywała się w odcinkach na łamach czasopisma komiksowego "Le Journal de Tintin", a od 1961 także w formie indywidualnych albumów nakładem belgijskiego wydawnictwa Le Lombard. W Polsce Clifton ukazuje się w albumach zbiorczych nakładem wydawnictwa Egmont Polska od 2018.

## Fabuła
Utrzymana w konwencji humorystycznej historii szpiegowskiej, seria opowiada o Haroldzie Wilbeforce'ie Cliftonie, emerytowanym angielskim pułkowniku MI5, który okazjonalnie przyjmuje zlecenia od brytyjskiego rządu i policji i jako detektyw amator rozwiązuje zagadki kryminalne.

## Tomy
| Tom | Tytuł i rok wydania polskiego             | Tytuł i rok wydania oryginalnego          | Scenariusz       | Rysunki          | Uwagi                                                                                       |
| --- | ----------------------------------------- | ----------------------------------------- | ---------------- | ---------------- | ------------------------------------------------------------------------------------------- |
| 1   | Śledztwa pułkownika Cliftona (2021)       | Les Enquêtes du colonel Clifton (1961)    | Raymond Macherot | Raymond Macherot | Po polsku tomy te ukażą się w jednym albumie zbiorczym pt. Clifton – wydanie kompletne 4.   |
| 2   | Clifton w Nowym Jorku (2021)              | Clifton à New York (1962)                 | Raymond Macherot | Raymond Macherot | Po polsku tomy te ukażą się w jednym albumie zbiorczym pt. Clifton – wydanie kompletne 4.   |
| 3   | Clifton i szpiedzy (2021)                 | Clifton et les Espions (1965)             | Raymond Macherot | Raymond Macherot | Po polsku tomy te ukażą się w jednym albumie zbiorczym pt. Clifton – wydanie kompletne 4.   |
| 4   | Diaboliczne krasnale (2021)               | Les Lutins diaboliques (1971)             | Greg             | Jo-El Azara      | Po polsku tomy te ukażą się w jednym albumie zbiorczym pt. Clifton – wydanie kompletne 4.   |
| 5   | Chichoczący złodziej (2021)               | Le Voleur qui rit (1973)                  | Greg             | Turk             | Po polsku tomy te ukazały się w jednym albumie zbiorczym pt. Clifton – wydanie kompletne 5. |
| 6   | Pseudonim Lord X (2021)                   | Alias Lord X (1975)                       | Bob de Groot     | Turk             | Po polsku tomy te ukazały się w jednym albumie zbiorczym pt. Clifton – wydanie kompletne 5. |
| 7   | Sir Jason (2021)                          | Sir Jason (1976)                          | Bob de Groot     | Turk             | Po polsku tomy te ukazały się w jednym albumie zbiorczym pt. Clifton – wydanie kompletne 5. |
| 8   | Ten drogi Wilkinson (2021)                | Ce Cher Wilkinson (1978)                  | Bob de Groot     | Turk             | Po polsku tomy te ukazały się w jednym albumie zbiorczym pt. Clifton – wydanie kompletne 5. |
| 9   | Tydzień do śmierci (2022)                 | Sept Jours pour mourir (1979)             | Bob de Groot     | Turk             | Po polsku tomy te ukażą się w jednym albumie zbiorczym pt. Clifton – wydanie kompletne 6.   |
| 10  | Zawał na zawołanie (2022)                 | Atout... cœuer! (1981)                    | Bob de Groot     | Turk             | Po polsku tomy te ukażą się w jednym albumie zbiorczym pt. Clifton – wydanie kompletne 6.   |
| 11  | Pantera dla pułkownika (2022)             | Une Panthère pour le colonel (1982)       | Bob de Groot     | Walli            | Po polsku tomy te ukażą się w jednym albumie zbiorczym pt. Clifton – wydanie kompletne 6.   |
| 12  | Morderczy weekend (2022)                  | Week-end à tuer (1984)                    | Bob de Groot     | Turk             | Po polsku tomy te ukażą się w jednym albumie zbiorczym pt. Clifton – wydanie kompletne 6.   |
| 13  | Kidnaping (2018)                          | Kidnapping (1984)                         | Bob de Groot     | Turk             | Po polsku tomy te ukazały się w jednym albumie zbiorczym pt. Clifton – wydanie kompletne 1. |
| 14  | Czas przeszły złożony (2018)              | Passé composé (1986)                      | Bob de Groot     | Bédu             | Po polsku tomy te ukazały się w jednym albumie zbiorczym pt. Clifton – wydanie kompletne 1. |
| 15  | Uszkodzona pamięć (2018)                  | La Mémoire brisée (1987)                  | Bob de Groot     | Bédu             | Po polsku tomy te ukazały się w jednym albumie zbiorczym pt. Clifton – wydanie kompletne 1. |
| 16  | Ostatni film (2018)                       | Dernière Séance (1988)                    | Bob de Groot     | Bédu             | Po polsku tomy te ukazały się w jednym albumie zbiorczym pt. Clifton – wydanie kompletne 1. |
| 17  | Matoutou-Falaise (2018)                   | Matoutou-Falaise (1990)                   | Bob de Groot     | Bédu             | Po polsku tomy te ukazały się w jednym albumie zbiorczym pt. Clifton – wydanie kompletne 2. |
| 18  | Klan McGregorów (2018)                    | Le Clan McGregor (1991)                   | Bédu             | Bédu             | Po polsku tomy te ukazały się w jednym albumie zbiorczym pt. Clifton – wydanie kompletne 2. |
| 19  | Śmiertelny sezon (2018)                   | Mortelle Saison (1993)                    | Bédu             | Bédu             | Po polsku tomy te ukazały się w jednym albumie zbiorczym pt. Clifton – wydanie kompletne 2. |
| 20  | Pocałunek kobry (2018)                    | Le Baiser du cobra (1995)                 | Bédu             | Bédu             | Po polsku tomy te ukazały się w jednym albumie zbiorczym pt. Clifton – wydanie kompletne 2. |
| 21  | Jade (2019)                               | Jade (2003)                               | Bob de Groot     | Michel Rodrigue  | Po polsku tomy te ukazały się w jednym albumie zbiorczym pt. Clifton – wydanie kompletne 3. |
| 22  | Czarny księżyc (2019)                     | Lune noire (2004)                         | Bob de Groot     | Michel Rodrigue  | Po polsku tomy te ukazały się w jednym albumie zbiorczym pt. Clifton – wydanie kompletne 3. |
| 23  | Elementarnie, mój drogi Cliftonie! (2019) | Élémentaire, mon cher Clifton! (2006)     | Bob de Groot     | Michel Rodrigue  | Po polsku tomy te ukazały się w jednym albumie zbiorczym pt. Clifton – wydanie kompletne 3. |
| 24  | Irlandzka wyprawa (2019)                  | Balade irlandaise (2008)                  | Michel Rodrigue  | Michel Rodrigue  | Po polsku tomy te ukazały się w jednym albumie zbiorczym pt. Clifton – wydanie kompletne 3. |
| 25  |                                           | Clifton et les gauchers contrariés (2016) | Zidrou           | Turk             |                                                                                             |
| 26  |                                           | Just married (2017)                       | Zidrou           | Turk             |                                                                                             |
| 27  |                                           | Le dernier des Clifton (2023)             | Zidrou           | Turk             |                                                                                             |